# Crippled America
Crippled America: How to Make America Great Again (Nước Mỹ tật nguyền: Làm sao để chấn hưng nước Mỹ) là cuốn sách do Donald Trump viết và được xuất bản năm 2015. Sách được phát hành ngày 3 tháng 11 cùng với buổi ký tặng độc giả tại Trump Tower. Tất cả doanh thu từ cuốn sách sẽ được đem làm từ thiện.

## Nội dung
Trong cuốn sách, Trump giải thích quan điểm của mình về người nhập cư bất hợp pháp, khẳng định rằng phần lớn trong số đó nhập cư để cải thiện tương lai cho họ và con cái của họ. Ông cũng viết rằng mặc dù trong quá khứ ông từng sinh hoạt trong Đảng Dân chủ, ông luôn ủng hộ những giá trị Bảo thủ. Trump cho người đọc biết mặc dù trước đây ông từng ủng hộ mô hình nhà nước bao cấp chăm sóc sức khỏe, một quan điểm được ủng hộ bởi phần lớn những người theo chủ nghĩa tự do tại Mỹ, ông đã đổi ý bởi "Chính sách này hoạt động tốt ở một số nơi như Scotland, và có thể nó cũng từng có tác dụng ở đây trong một giai đoạn nào đó. Nhưng không còn hiệu quả nữa".
Trump viết rằng ông phản đối Chiến tranh Iraq, coi đấy là một nguyên nhân tiềm ẩn gây mất ổn định, và cho rằng việc can thiệp quân sự là phương án cuối cùng bởi lẽ "Tôi từng thấy những cơ thể không toàn vẹn, hiểu rằng sự kinh hoàng vẫn đọng lại trong tâm trí họ, và ảnh hưởng khủng khiếp của các thương tổn".
Về chuyện bố ông đã cho ông vay 1 triệu USD để khởi nghiệp, ông nói rằng ngân hàng cũng có thể cho vay một khoản tương tự. Ngoài ra, ông chia sẻ rằng việc ông quá tập trung cho công việc là nguyên nhân của hai lần li dị vợ.
Trump thừa nhận rằng ông đưa ra những phát ngôn mang tính phóng đại vì "nếu bạn không sợ nói thẳng nói thật, giới truyền thông sẽ viết về bạn hoặc cầu xin bạn xuất hiện trong chương trình của họ". Ông biện minh cho chiến lược này của mình bằng việc ông là một doanh nhân và "Lần cuối cùng bạn nhìn thấy một tấm biển treo ngoài một cửa hàng pizza nói rằng 'Pizza ngon thứ tư trên thế giới' là khi nào?!"